# Топас
Топас (ісп. Topas) — муніципалітет в Іспанії, у складі автономної спільноти Кастилія-і-Леон, у провінції Саламанка. Населення — 628 осіб (2010).
Муніципалітет розташований на відстані близько 180 км на північний захід від Мадрида, 21 км на північ від Саламанки.
На території муніципалітету розташовані такі населені пункти: (дані про населення за 2010 рік)
- Каньєдіно: 0 осіб
- Карденьйоса: 0 осіб
- Іскала: 10 осіб
- Сан-Крістобаль-дель-Монте: 18 осіб
- Топас: 583 особи
- Вальдеермосо: 0 осіб
- Вальдіо: 0 осіб
- Вільянуева-де-Каньєдо: 17 осіб
- Сентро-Пенітенсіаріо: 0 осіб

## Демографія
Динаміка населення (INE ):

## Зовнішні посилання
- Провінційна рада Саламанки: індекс муніципалітетів [Архівовано 23 квітня 2009 у Wayback Machine.]
- Посилання на Google Maps